# Унтор
Унтор (также Ун-Тор) — крупное озеро сорового типа в Октябрьском районе Ханты-Мансийского автономного округа Тюменской области России.
Унтор находится в западной части Западно-Сибирской равнины, в левобережье Оби. Территориально входит в Заказник регионального значения «Унторский» общей площадью 81 525 га, созданный в 1984 году для охраны природных ресурсов.
Площадь зеркала, согласно справочнику «Реки и озёра СССР», — 74,9 км², однако может меняться, в зависимости от уровня воды в Оби: в весенне-летний период половодья озеро разливается, затапливая огромные пространства прилегающих лугов. Располагается на высоте 13 метров над уровнем моря. Длина 7,2 км, максимальная ширина — 4,6 км. Берега низкие, сильно заболочены, прорезаны мелиоративными каналами.
В Унтор на юге впадает две реки — Хопынгъюган и Няргиюган, при этом Хопынгъюган вытекает на северо-западе и впадает в Лохтоткутскую протоку Оби. В 18 км к северо-востоку, на другой стороне Оби, находится село Шеркалы; в 24 км к юго-востоку — посёлок Приобье..
Озеро богато рыбой, оно служит местом нереста и нагула. В летний период для нагула заходит большое количество пеляди и туводных видов рыбы.